# Városi logisztika
A városi logisztika a citylogisztika kibővített fogalma.

## Hatásterületei
beazonosíthatóak az alábbi területeken:
- városi forgalom:

• közlekedés minősége (időfelhasználás, útigény, csomópontok, kihasználtsági fok)
• közlekedésbiztonság (konfliktusok, balesetek)
- területrendezés/területkihasználás:

• a székhely minősége, előnyös fekvése, elérhetősége, kiszolgálási színvonal
- környezet:

• a környezet minősége (emissziók, zaj, szétválasztó hatás)
• energiafelhasználás
- gazdaságosság:

• költségek (beruházások, üzemköltségek, költségfedezet)
• haszonérték, megbízhatóság, rugalmasság, szolgáltatásminőség.

## Részletes leírás
A regionális tudomány a városfejlesztésben már alkalmazza a logisztikát, mint tudományt, és mint eszközt az új korszak egyre bonyolultabb kihívásainak kezelésére. A belvárosi logisztikától így eljutunk a városi és ezen túlmenően a városkörnyéke / urbanizálódó térség fejlesztésének logisztikai megközelítéséig, ami lehetővé teszi a funkcionális újraértelmezést és annak beillesztését a városfejlesztési koncepcióba. A city-logisztika tehát ma már városi logisztikát jelent, amely fogalom azonban kiterjed a városkörnyék optimális működésének támogatására, a gazdasági forgalomból származó feladatokon túlmenően vizsgálja a személyek, információk, szervezetek közötti kapcsolatokat, hatásokat. Az előrejelzések, trendek figyelembevételével lehetőséget nyújt a városfejlesztés jövőbeni kihívásainak megválaszolására. Ugyanakkor a jövő fejlesztési feladatainak központi kérdése kétségkívül az energiafogyasztás hatásfokának javítása. A fajlagos energia-megtakarítás lehetőségeit számba véve, primer megtakarításként az erőforrás (motor) hatásfokának javításával, szekunder megtakarításként a jármű fejlesztésével, míg tercier megtakarításként a forgalom és a fuvar szervezésével, logisztikával érhető el.
Az energia-megtakarítás legígéretesebb területeként értelmezhető a tercier megtakarítás, annak vitathatatlanul környezetkímélő hatása miatt.
Hosszú távon reális veszélyként kell számolnunk azzal, hogy egy közepes il. nagyobb város közlekedési igényeinek exponenciális növekedése előbb-utóbb telített helyzetet hoz létre, és degresszív szakaszba kell átlépnie, mert a forgalom növekedése maga fogja megakadályozni a közlekedést. Remélhetőleg közös összefogással fel tudunk készülni erre, és preventív intézkedésekkel, a logisztika eszköztárának bevetésével meg tudjuk előzni városaink közlekedési infarktusát.
Attól függetlenül, hogy a logisztikát az ellátással foglalkozó (elosztó, gyűjtő) cégek vagy a forgalomszervezők, netán a lakosság szempontjából nézzük, végül is mindenkinek egy véges úthálózat különböző szempontú felhasználásáról kell képet, véleményt alkotni, esetenként döntést hozni.
Nem véletlen tehát, hogy az integráció magasabb szintjén végül is a közlekedés jelenik meg, mint integráló koncepció, ezen belül is az egyre erősödő és a fenntartható fejlődéshez igazodó fenntartható közlekedés fejlesztési stratégiája. Mindez persze igazodik a fenntartható város koncepciójához is, amelyre ENSZ és uniós programok is létrejöttek már, s amelyek értelemszerűen tartalmazzák a fenntartható közlekedés koncepcióját is.

## Külső hivatkozások gyűjteménye
- Városi logisztika